# Llista de topònims de Prats i Sansor
Llista de topònims (noms propis de lloc) del municipi de Prats i Sansor, a la Baixa Cerdanya
Informació actualitzada per un bot. Els canvis manuals es perdran quan s'actualitzi!

## entitat singular de població
| imatge | Nom               | Ubicat a       | instància de                                   | Detalls | coordenades                                                                 | Protecció | Commons (més fotos) | Dades a WD                    |
| ------ | ----------------- | -------------- | ---------------------------------------------- | ------- | --------------------------------------------------------------------------- | --------- | ------------------- | ----------------------------- |
|        | Capdevila         | Prats i Sansor | entitat singular de població                   | 15 hab  | 42° 21′ 58″ N, 1° 50′ 23″ E / 42.366219°N,1.83965°E 1119 msnm               |           |                     | Modifica les dades a Wikidata |
|        | Prats de Cerdanya | Prats i Sansor | entitat singular de població capital municipal | 127 hab | 42° 21′ 55″ N, 1° 50′ 12″ E / 42.365182°N,1.83678°E 1101 msnm               |           |                     | Modifica les dades a Wikidata |
|        | Sansor            | Prats i Sansor | entitat singular de població                   | 0 hab   | 42° 22′ 08″ N, 1° 49′ 24″ E / 42.368805555556°N,1.8232777777778°E 1066 msnm |           |                     | Modifica les dades a Wikidata |
|        | el Pla            | Prats i Sansor | entitat singular de població                   | 112 hab | 42° 22′ 12″ N, 1° 50′ 50″ E / 42.3701°N,1.8472°E 1116 msnm                  |           |                     | Modifica les dades a Wikidata |

## església
| imatge | Nom                        | Ubicat a       | instància de | Detalls                                                   | coordenades                                                                        | Protecció                                  | Commons (més fotos)        | Dades a WD                    |
| ------ | -------------------------- | -------------- | ------------ | --------------------------------------------------------- | ---------------------------------------------------------------------------------- | ------------------------------------------ | -------------------------- | ----------------------------- |
|        | Sant Miquel de Sansor      | Prats i Sansor | església     | Estil: arquitectura romànica                              | 42° 22′ 09″ N, 1° 49′ 22″ E / 42.3692°N,1.8228°E ca:Sansor. Darrera Can Dominguet  | bé integrant del patrimoni cultural català |                            | Modifica les dades a Wikidata |
|        | Sant Salvador de Predanies | Prats i Sansor | església     | Estil: arquitectura romànica Dedicat a: Jesús de Natzaret | 42° 21′ 48″ N, 1° 49′ 54″ E / 42.3632°N,1.83171°E ca:Prats                         | bé cultural d'interès local                | Sant Salvador de Predanies | Modifica les dades a Wikidata |
|        | Sant Serni de Prats        | Prats i Sansor | església     | Estil: arquitectura romànica                              | 42° 21′ 57″ N, 1° 50′ 23″ E / 42.365833°N,1.839684°E ca:Raval de Capdevila (Prats) | bé cultural d'interès local                | Sant Serni de Prats        | Modifica les dades a Wikidata |
|        | capella de la Immaculada   | Prats i Sansor | església     | Estil: historicisme arquitectònic                         | 42° 21′ 56″ N, 1° 51′ 00″ E / 42.365568°N,1.85°E ca:Av. de Sanavastre              | bé integrant del patrimoni cultural català |                            | Modifica les dades a Wikidata |

## font
| imatge | Nom                       | Ubicat a       | instància de  | Detalls | coordenades                                                                     | Protecció | Commons (més fotos) | Dades a WD                    |
| ------ | ------------------------- | -------------- | ------------- | ------- | ------------------------------------------------------------------------------- | --------- | ------------------- | ----------------------------- |
|        | Font de Prats             | Prats i Sansor | font          |         | 42° 21′ 54″ N, 1° 50′ 12″ E / 42.364944°N,1.836703°E ca:Prats. Plaça de la Font |           |                     | Modifica les dades a Wikidata |
|        | font de Llanes            | Prats i Sansor | font          |         | 42° 21′ 27″ N, 1° 49′ 53″ E / 42.3573958987398°N,1.8314104337719°E              |           |                     | Modifica les dades a Wikidata |
|        | font i safareig de Sansor | Prats i Sansor | font safareig |         | 42° 22′ 07″ N, 1° 49′ 25″ E / 42.368732°N,1.823644°E ca:Sansor                  |           |                     | Modifica les dades a Wikidata |

## masia
| imatge | Nom                  | Ubicat a       | instància de | Detalls | coordenades                                                                                | Protecció | Commons (més fotos) | Dades a WD                    |
| ------ | -------------------- | -------------- | ------------ | ------- | ------------------------------------------------------------------------------------------ | --------- | ------------------- | ----------------------------- |
|        | Cal Bassó            | Prats i Sansor | masia        |         | 42° 21′ 58″ N, 1° 50′ 21″ E / 42.36621111111111°N,1.839125°E ca:Raval de Capdevila (Prats) |           |                     | Modifica les dades a Wikidata |
|        | Cal Xamberg de Prats | Prats i Sansor | masia        |         | 42° 21′ 53″ N, 1° 50′ 08″ E / 42.36467°N,1.835513°E ca:Barri / Travessia Carretera         |           |                     | Modifica les dades a Wikidata |

## muntanya
| imatge | Nom                 | Ubicat a                       | instància de | Detalls | coordenades                                                          | Protecció | Commons (més fotos) | Dades a WD                    |
| ------ | ------------------- | ------------------------------ | ------------ | ------- | -------------------------------------------------------------------- | --------- | ------------------- | ----------------------------- |
|        | Serrat de Castellar | Urús Prats i Sansor            | muntanya     |         | 42° 21′ 18″ N, 1° 50′ 44″ E / 42.355°N,1.84569°E 1317.3 msnm         |           |                     | Modifica les dades a Wikidata |
|        | Torrelles           | Riu de Cerdanya Prats i Sansor | muntanya     |         | 42° 21′ 20″ N, 1° 50′ 05″ E / 42.35568056°N,1.83482833°E 1305.6 msnm |           |                     | Modifica les dades a Wikidata |

## Misc
| imatge | Nom                                  | Ubicat a                     | instància de                 | Detalls                                                | coordenades | Protecció                                            | Commons (més fotos) | Dades a WD                    |
| ------ | ------------------------------------ | ---------------------------- | ---------------------------- | ------------------------------------------------------ | --- | ---------------------------------------------------- | ------------------- | ----------------------------- |
|        | Can Dominguet                        | Prats i Sansor               | casa                         | Estil: arquitectura popular 18th century               | 42° 22′ 09″ N, 1° 49′ 22″ E / 42.36911°N,1.82273°E ca:Sansor                                                       | bé integrant del patrimoni cultural català           |                     | Modifica les dades a Wikidata |
|        | Creu de ferro                        | Prats i Sansor               | creu monumental              |                                                        | 42° 22′ 02″ N, 1° 50′ 22″ E / 42.367191°N,1.839572°E ca:Raval de Capdevila (Prats)                                 |                                                      |                     | Modifica les dades a Wikidata |
|        | Força de Prats                       | Prats i Sansor               | castell                      |                                                        | 42° 21′ 57″ N, 1° 50′ 09″ E / 42.365708°N,1.835918°E ca:Carrer del Castell, 9 1104 msnm                            | bé d'interès cultural bé cultural d'interès nacional |                     | Modifica les dades a Wikidata |
|        | Molí de Prats                        | Prats i Sansor               | molí d'aigua                 | Estil: arquitectura popular                            | 42° 22′ 32″ N, 1° 49′ 31″ E / 42.375443°N,1.825163°E                                                               | bé integrant del patrimoni cultural català           |                     | Modifica les dades a Wikidata |
|        | Polígon industrial de Prats i Sansor | Prats i Sansor               | polígon industrial           |                                                        | 42° 22′ 14″ N, 1° 49′ 57″ E / 42.3706273279831°N,1.83246470500006°E                                                |                                                      |                     | Modifica les dades a Wikidata |
|        | Rajoleria de Prats                   | Prats i Sansor               | edifici                      | Estil: arquitectura popular 19th century Estat: ruïnós | 42° 21′ 35″ N, 1° 49′ 24″ E / 42.359818407154°N,1.8234073640324°E 1155 msnm                                        | bé integrant del patrimoni cultural català           |                     | Modifica les dades a Wikidata |
|        | Segre                                | Catalunya Pirineus Orientals | riu curs d'aigua riu aurífer | Desemboca: Ebre Llarg: 265km Conca: 22400km²           | 42° 24′ 09″ N, 2° 06′ 30″ E / 42.4025°N,2.1084°E 41° 21′ 48″ N, 0° 18′ 16″ E / 41.3633°N,0.3044°E                  |                                                      | Segre River         | Modifica les dades a Wikidata |
|        | casa consistorial de Prats i Sansor  | Prats i Sansor               | casa consistorial            |                                                        | 42° 21′ 55″ N, 1° 50′ 13″ E / 42.36517615745263°N,1.836881061524222°E                                              |                                                      |                     | Modifica les dades a Wikidata |
|        | jaciment de Montlleó                 | Prats i Sansor               | jaciment arqueològic         |                                                        | 42° 21′ 52″ N, 1° 49′ 11″ E / 42.36445833°N,1.81984167°E ca:Coll de Saig, a uns 250 metres del riu Segre 1140 msnm | bé integrant del patrimoni cultural català           |                     | Modifica les dades a Wikidata |